# Бланзак Поршерес
Бланзак Поршерес (фр. Blanzac-Porcheresse) насеље је и општина у западној Француској у региону Поату-Шарант, у департману Шарант која припада префектури Ангулем.
По подацима из 2011. године у општини је живело 836 становника, а густина насељености је износила 77,12 становника/km². Општина се простире на површини од 10,84 km². Налази се на средњој надморској висини од 80 метара (максималној 160 m, а минималној 62 m).

## Демографија
| 1962. | 1968. | 1975. | 1982. | 1990. | 1999. | 2011. |
| ----- | ----- | ----- | ----- | ----- | ----- | ----- |
| 974   | 1.010 | 1.004 | 874   | 819   | 839   | 836   |

График промене броја становника у току последњих година